# Organizzazione per la Protezione della Lotta Popolare
L'Organizzazione per la Protezione della Lotta Popolare (in greco Οργάνωση Περιφρούρησης Λαϊκού Αγώνα?, abbreviato ΟΠΛΑ – OPLA, un acronimo che significa "armi" in greco) era una divisione speciale del Partito Comunista di Grecia (KKE) durante l'occupazione dell'Asse della Grecia nella seconda guerra mondiale. Ufficialmente parte semi-autonoma del più ampio Fronte di Liberazione Nazionale (EAM), non era però controllata dall'EAM, ma direttamente dal Politburo del KKE. Può essere descritta come una forza di sicurezza paramilitare.. Operava nelle città e il suo scopo era l'autodifesa dei membri del Fronte di Liberazione Nazionale e delle sue organizzazioni affiliate dalle autorità di occupazione tedesche e dal governo collaborazionista e dai suoi organi, la Polizia, la Gendarmeria (in particolare il suo famigerato ramo chiamato come Sicurezza Speciale, esperta nella lotta anticomunista) e i Battaglioni di Sicurezza. Si dimostrò molto efficace nell'assassinare i comandanti dei battaglioni di sicurezza e di altre forze armate governative. Tuttavia, fu anche coinvolta in omicidi politici di oppositori politici del KKE su entrambe le estremità dello spettro politico, come i trotzkisti e gli archeio-marxisti. Di conseguenza, le attività dell'OPLA sono ancora oggi oggetto di accesi dibattiti.
Nell'aprile 1944 fu ribattezzata Guardia Civile Nazionale, anche se i membri dell'OPLA continuarono ad operare.
L'organizzazione fu attiva anche durante gli eventi del dicembre 1944 ad Atene. Centinaia di esecuzioni di anticomunisti o collaboratori ebbero luogo nelle vicinanze delle raffinerie dell'ULEN.
Tra le sue vittime ci fu anche la nota attrice Eleni Papadaki.
Durante la successiva guerra civile greca, fu ribattezzata Guardia Civile Popolare. Agì soprattutto a Salonicco e Grecia settentrionale nel 1946-1947 (in queste regioni il nome dell'organizzazione era Autodifesa Chiusa, Στενή Αυτοάμυνα in greco). Una delle sue azioni successive più importanti fu l'assassinio del ministro della Giustizia Christos Ladas (che aveva firmato l'esecuzione di centinaia di comunisti) ad Atene il 1º maggio 1948, da parte dell'OPLA e del membro del KKE Efstratios (Stratos) Moutsogiannis. In Macedonia ed Epiro durante la guerra civile, l'OPLA assassinò molti ufficiali di alto rango della Gendarmeria greca.
Durante la guerra civile greca, l'OPLA trasformò il monastero di San Giorgio a Feneos in un campo di concentramento e sterminio per coloro che ritenevano "reazionari". Il campo di concentramento era ben organizzato per le uccisioni di massa, con 6-7 assassini residenti che lavoravano 24 ore su 24 nei periodi di punta. Si ritiene che centinaia di persone siano state uccise.